# Armschlag
Armschlag (früher auch Arnschlag oder Arenschlag) ist eine Ortschaft und eine Katastralgemeinde der Gemeinde Sallingberg sowie auch ein Ortsteil der Marktgemeinde Ottenschlag im Bezirk Zwettl in Niederösterreich.

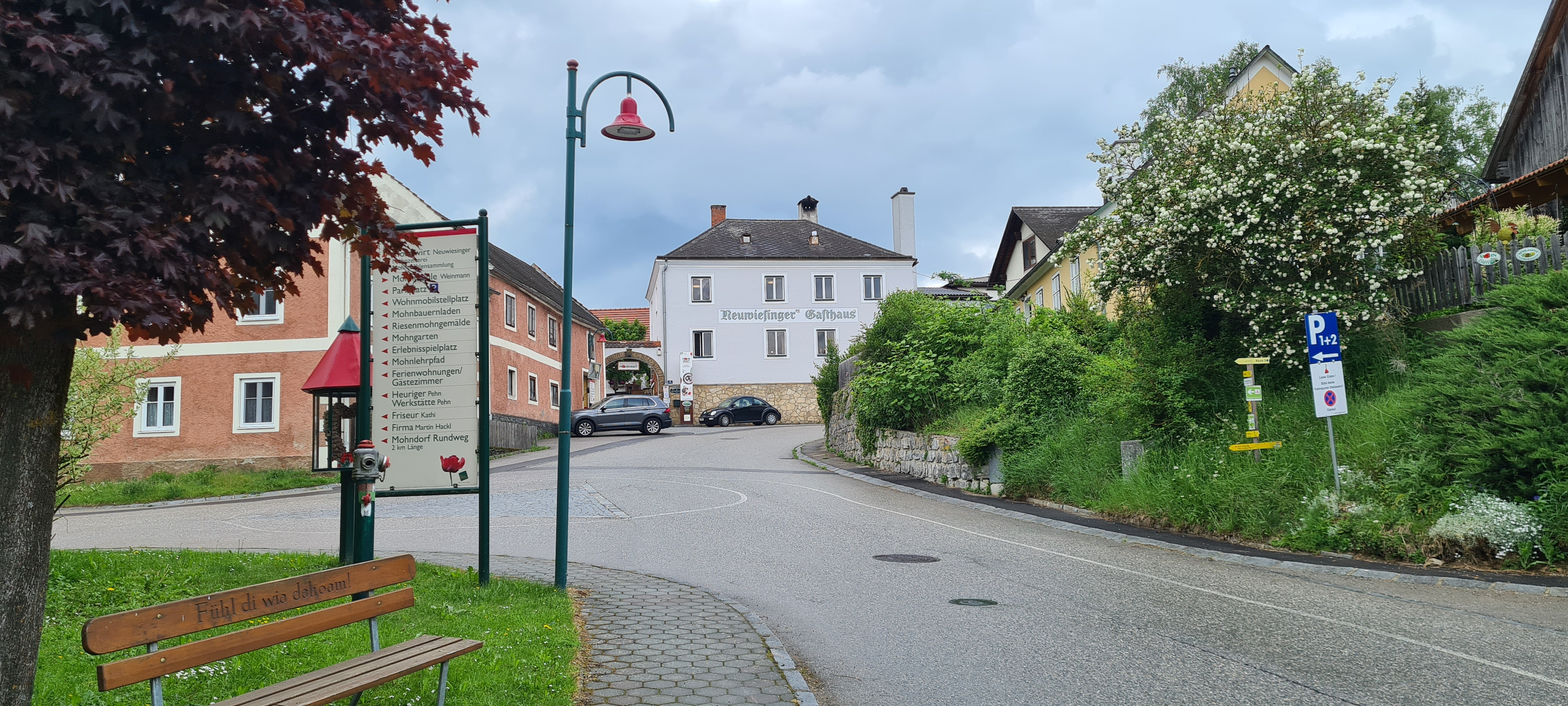
Blick ins Ortszentrum

## Geografie

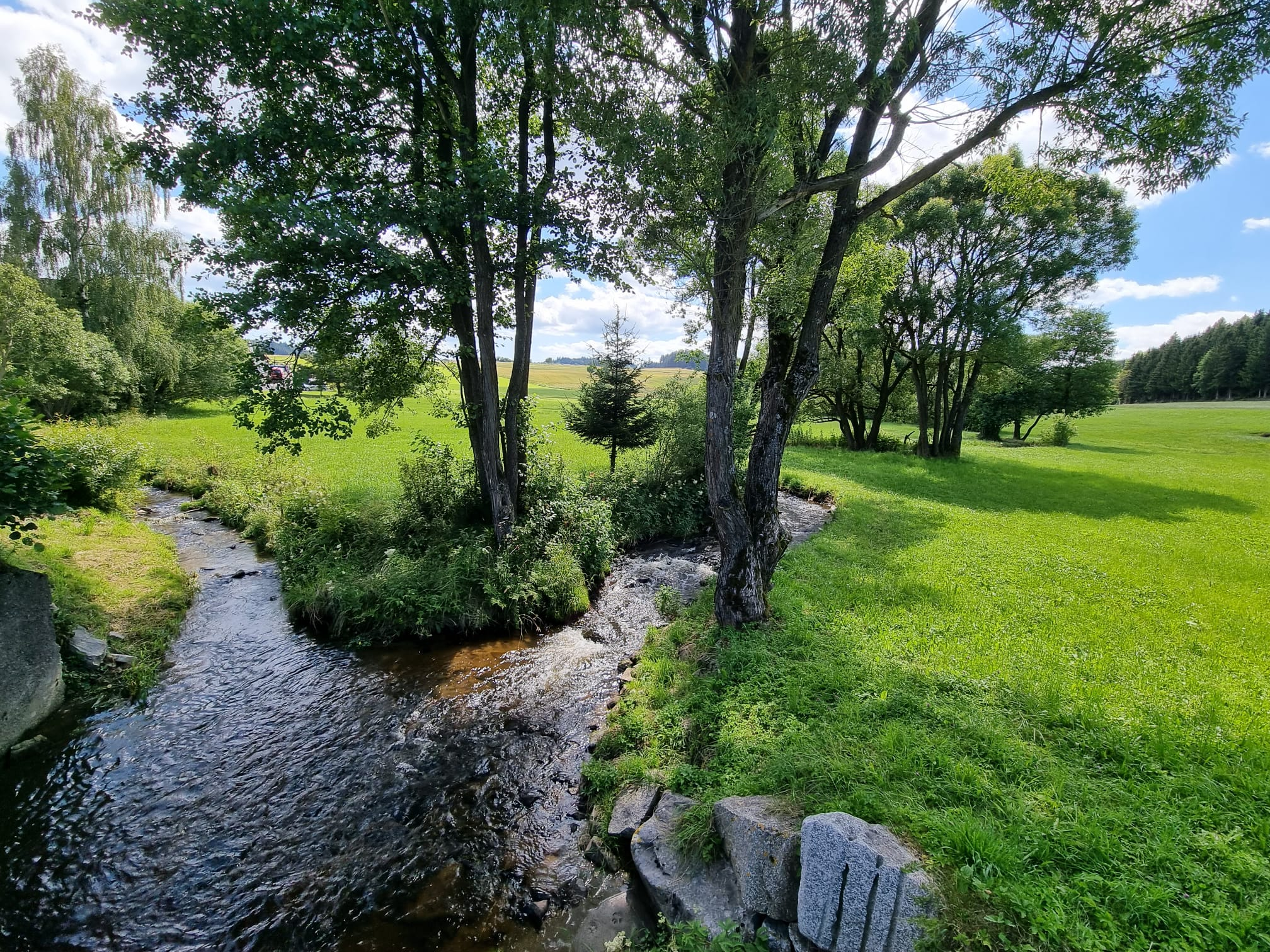
Die Mündung des Raxenbaches in die Große Krems zwischen Armschlag und Hammerwerk Ottenschlag

Armschlag befindet sich am Übergang der Zwettler Straße über die Große Krems und zieht sich von dort nach Westen. Der Ort liegt in den Gemeinden Sallingberg und Ottenschlag, wobei sich die älteren Gebäude in Sallingberg befinden und die neueren längs der Großen Krems liegen. Der neuere Ortsteil ist sowohl einwohnermäßig als auch flächenmäßig der kleinere, jedoch nur ein Ortsteil von Ottenschlag (bis 1997 als Armschlaghäuser benannt), während der größere eine Ortschaft und eine Katastralgemeinde ist. Die durch den Ort führende Straße verläuft dann weiter über Hammerwerk und Endlas nach Neuhof.

## Geschichte
Der Ort wird 1341 zum ersten Mal schriftlich als „Aerbenschlag“ erwähnt, der Name deutet auf eine Waldschlägerung, die auf einen Aribo zurückgeht, hin. Die Bewohner waren Waldbauern, die kärglichen Feldbau betrieben. Im Laufe der Jahrhunderte entstanden im Ortsgebiet zwei Mühlen und zwei Brettsägen im Verlauf der Großen Krems, an der der Ort liegt. Ende 1951 wird der Ort an das öffentliche Stromnetz angeschlossen.
Im Jahr 1822 wurde der Ort als Dorf aus elf zerstreute Häusern genannt, das nach Sallingberg eingepfarrt war und wohin auch die Kinder eingeschult wurden. Die Herrschaft Ottenschlag besaß die Ortsobrigkeit und besorgte die Konskription. Die Landgerichtsbarkeit wurde von der Herrschaft Gföhl ausgeübt.
Nach der Entstehung der Ortsgemeinden 1849 war der Ort ein Teil der Gemeinde Langschlag, ab 1886 Lugendorf und wird am 1. Januar 1968 nach Sallingberg eingemeindet.
Laut Adressbuch von Österreich waren im Jahr 1938 in der Ortsgemeinde Armschlag ein Gastwirt, eine Mühle, drei Sägewerke, ein Schneider, zwei Schuhmacher und mehrere Landwirte ansässig, dazu kam noch das Elektrizitätswerk des Franz Juster.
1988 wurde der touristische Begriff „Mohndorf Armschlag“ durch das Wirtshaus Neuwiesinger („Mohnwirt“) begründet, im Dorf wird mit Produkten aus Mohn und Veranstaltungen zum Thema geworben. Beim Mohnwirt gibt es ein Museum der Mohnverarbeitung mit Holzmörsern und 2000 Handmühlen.

## Siedlungsentwicklung
Zum Jahreswechsel 1979/1980 befanden sich in der Katastralgemeinde Armschlag insgesamt 32 Bauflächen mit 12.564 m² und 6 Gärten auf 933 m², 1989/1990 gab es 28 Bauflächen. 1999/2000 war die Zahl der Bauflächen auf 82 angewachsen und 2009/2010 bestanden 45 Gebäude auf 89 Bauflächen.

## Bodennutzung
Die Katastralgemeinde ist landwirtschaftlich geprägt. 111 Hektar wurden zum Jahreswechsel 1979/1980 landwirtschaftlich genutzt und 85 Hektar waren forstwirtschaftlich geführte Waldflächen. 1999/2000 wurde auf 99 Hektar Landwirtschaft betrieben und 96 Hektar waren als forstwirtschaftlich genutzte Flächen ausgewiesen. Ende 2018 waren 95 Hektar als landwirtschaftliche Flächen genutzt und Forstwirtschaft wurde auf 97 Hektar betrieben. Die durchschnittliche Bodenklimazahl von Armschlag beträgt 28,5 (Stand 2010).